# Daruvar

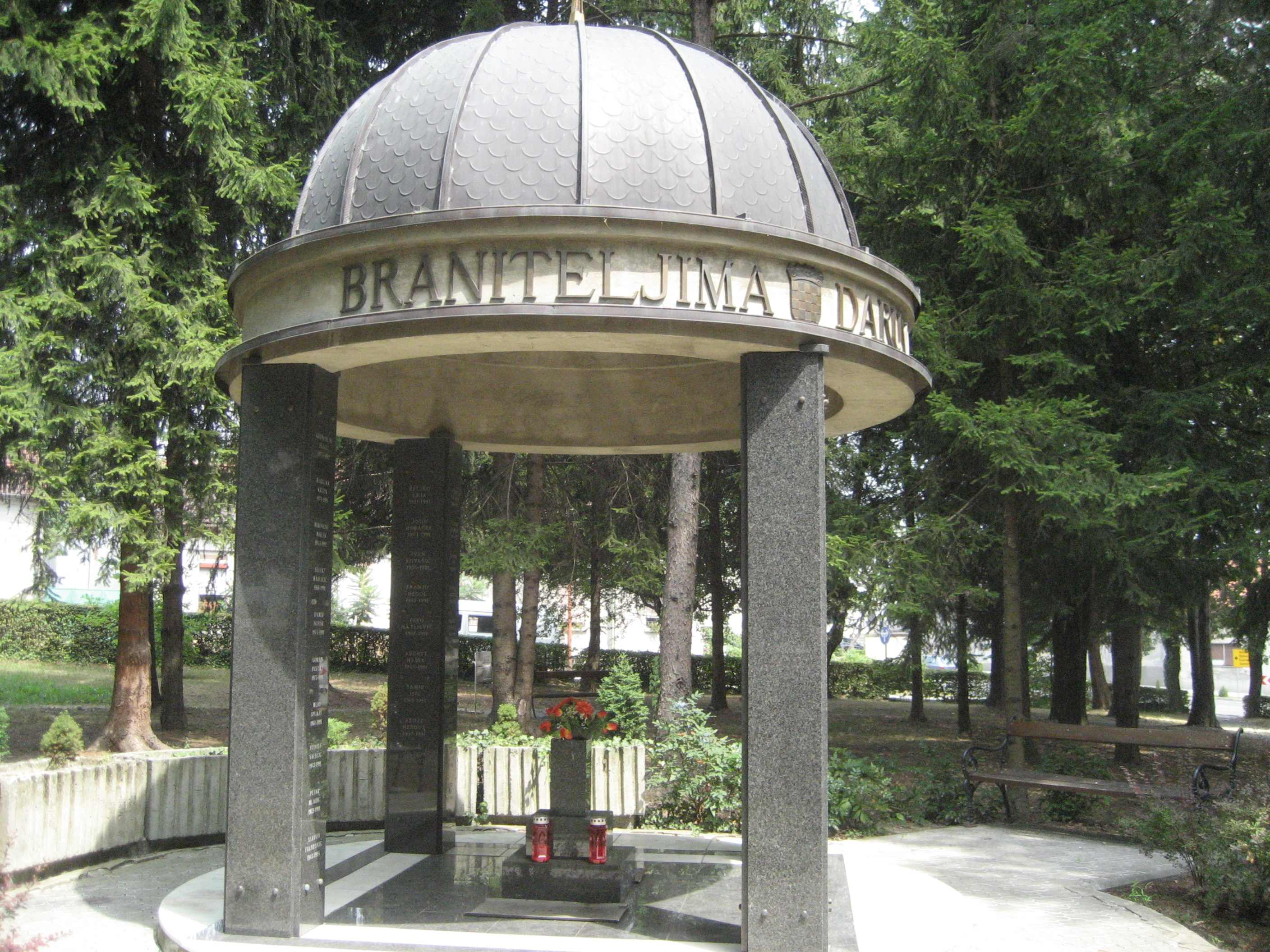
Denkmal für die gefallenen Verteidiger von Daruvar 1991–1995

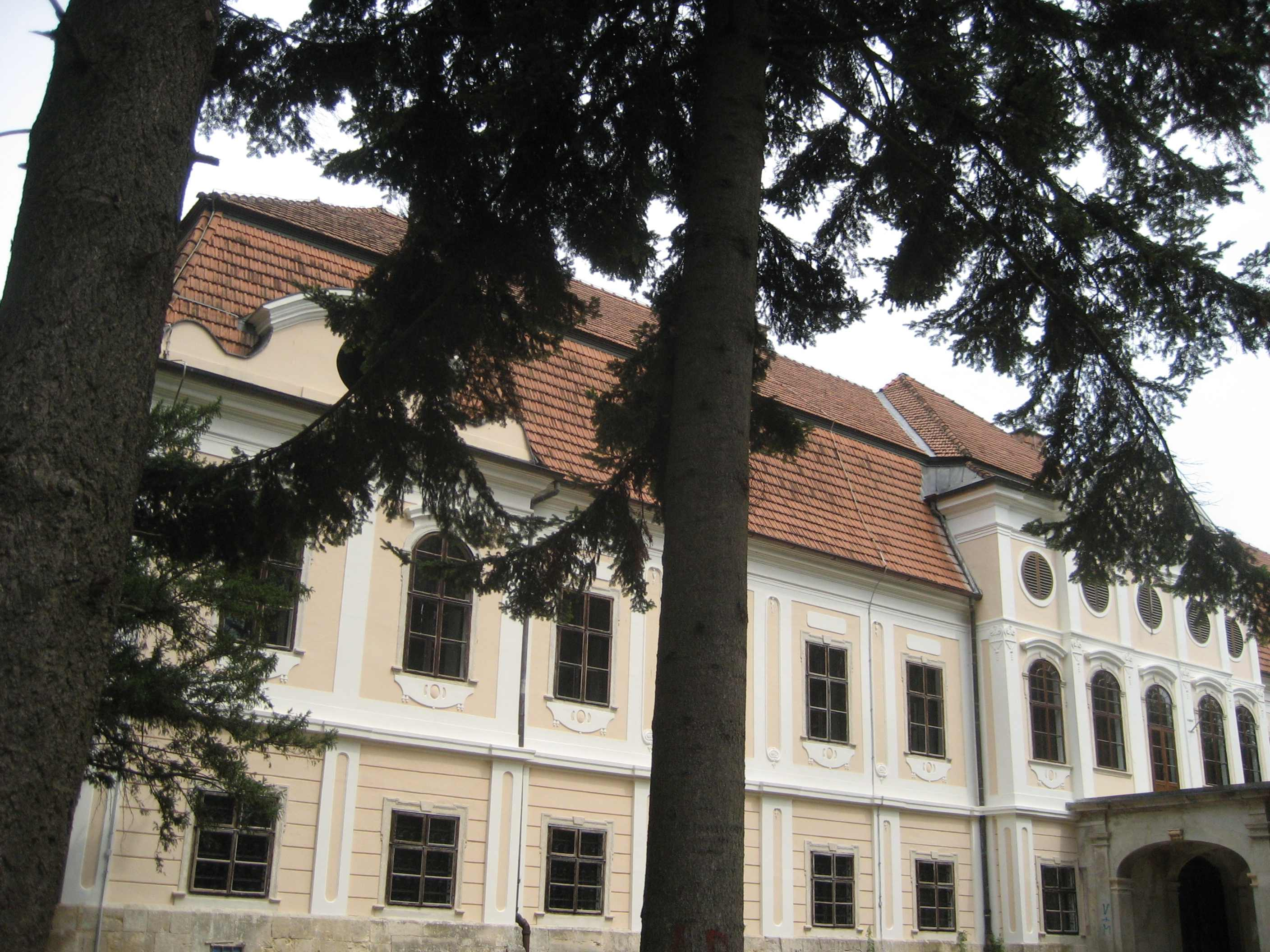
Schloss Daruvar

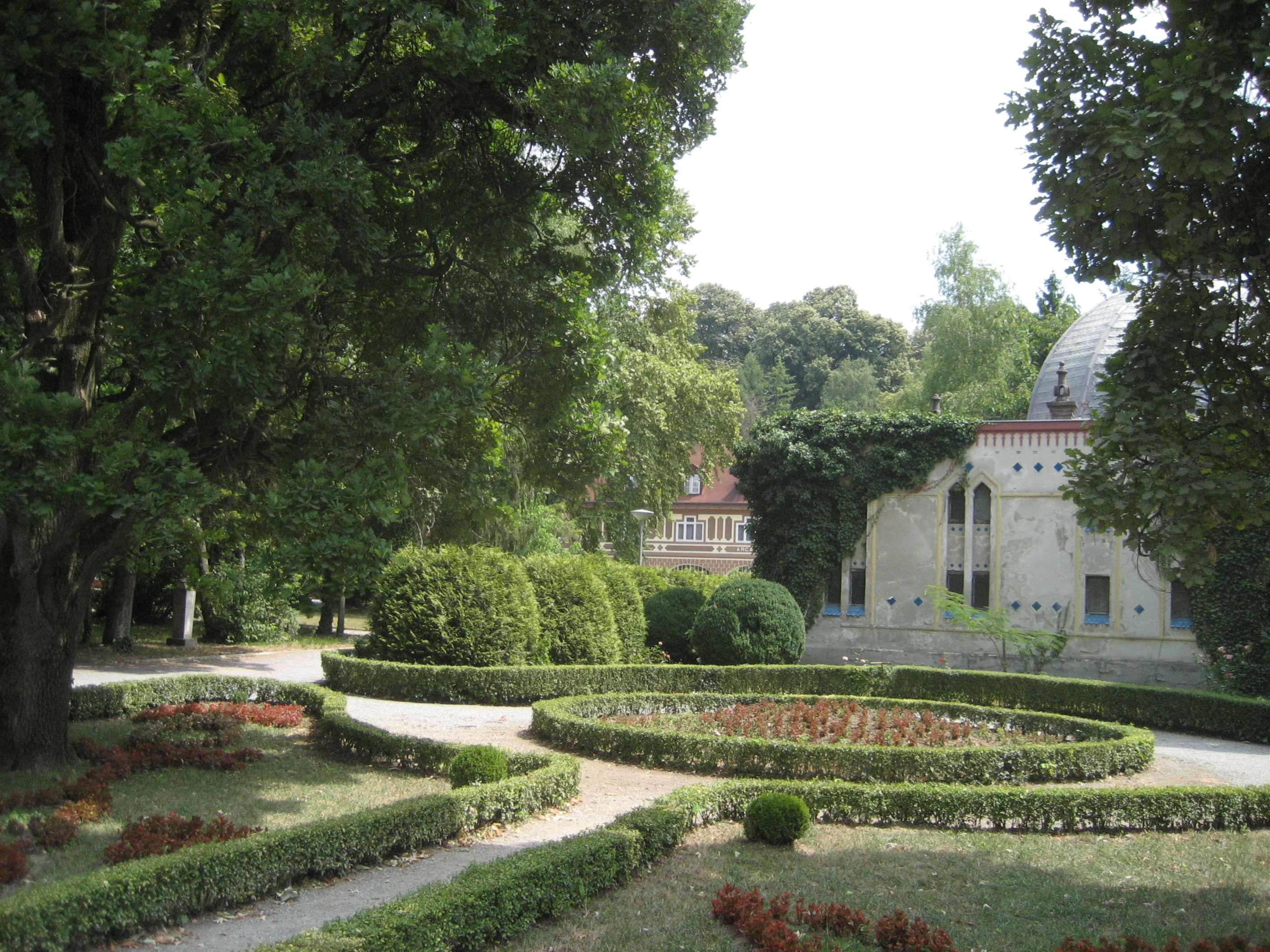
Park des Thermalbades Daruvarske Toplice

Daruvar (ungarisch Daruvár, deutsch Daruwar, lateinisch Aqua Balissae) ist eine Stadt im kroatischen Slawonien. Mit den eingemeindeten Ortschaften Daruvar Weingärten, Doljani, Donji Daruvar, Gornji Daruvar, Lipovac Majur, Ljudevit Selo, Markovac und Vrbovac beträgt die Einwohnerzahl 11.633, die Kernstadt selbst zählt 8.567 Einwohner. Die Fläche beträgt 64 km².

## Geschichte
Den gegenwärtigen Namen trägt die Kleinstadt erst seit dem Jahr 1771.
Daruvar befindet sich in einem Gebiet mit langer Siedlungsgeschichte. Das Tal, in dem die Stadt und Heilthermen liegen, war nach archäologischen Befunden schon in der Steinzeit besiedelt.
Griechische und römische Schriftsteller schrieben über die pannonisch-keltischen Stämme, die diese Gebiete bewohnten, und nannten sie Jazi (Iassioi oder Iassi), was „Heilende“ bedeutet. Als die Römer nach Pannonien vordrangen, waren die Jazygen Verbündete des Kaisers Augustus.
1837 wurde die Stadt durch Kaiser Ferdinand I. zur Freistadt erklärt. 1895 wird der Ort als Markt und Kurort im kroatisch-slawonischen Komitat Požega, an der Bahnlinie Barcs–Pakrácz, mit drei Kirchen, einem Schloss, Bezirksgericht, Marmorbrüchen und (1890) 1663 Einwohnern geschildert. Das Thermalbad, heute Daruvarske toplice genannt, hatte damals fünf schon zur Römerzeit als Thermae Jasornenses bekannte Quellen (42–46 °C). Heute befindet sich neben dem alten Thermalbad, in einen Hotelkomplex integriert, auch ein moderneres Bad gleich gegenüber, ebenfalls mit Innen- und Außenbereich.

## Bevölkerungsstatistik
- Zahl der Geburten im Jahre 2004: 86
- Nationalitäten (Volkszählung 2011): In und um die Stadt leben mit den Kroaten tschechische und serbische Minderheiten.
  - Kroaten: 7129 – 61,28 %
  - Tschechen: 2485 – 21,36 %
  - Serben: 1429 – 12,28 %
  - Andere: 590 – 5,07 %

## Geografie
- Jahresdurchschnittstemperatur: 11,3 °C
- Jahresdurchschnittsniederschlag: 640,6 mm
- Durchschnittstemperatur der warmen Quelle: 39,2 °C bis 47,5 °C

- Entfernung zur Hauptstadt Zagreb: 130 km
- Entfernung nach Osijek: 140 km
- Entfernung zur Adriaküste: 300 km

## Persönlichkeiten
- David Frankfurter (1909–1982), bekannt geworden durch das Attentat auf Wilhelm Gustloff
- Milivoj Ašner (1913–2011), ehemaliger Polizeichef des Ustascha-Regimes und mutmaßlicher Kriegsverbrecher